# كيتي ساغال
كيتي سغال (بالإنجليزية: Katey Sagal)‏ مواليد 19 يناير 1954 في لوس أنجلوس، كاليفورنيا، الولايات المتحدة، أمريكية بدأت مسيرتها الفنية عام 1971. كما أنها من الفائزات بجائزة غولدن غلوب.

## وصلات خارجية
- الموقع الرسمي
- كيتي ساغال على موقع IMDb (الإنجليزية)
- كيتي ساغال على موقع روتن توميتوز (الإنجليزية)
- كيتي ساغال على موقع ألو سيني (الفرنسية)
- كيتي ساغال على موقع ميوزك برينز (الإنجليزية)
- كيتي ساغال على موقع تيرنر كلاسيك موفيز (الإنجليزية)
- كيتي ساغال على موقع أول موفي (الإنجليزية)
- كيتي ساغال على موقع قاعدة بيانات الأفلام السويدية (السويدية)
- كيتي ساغال على موقع إن إن دي بي (الإنجليزية)
- كيتي ساغال على موقع ديسكوغز (الإنجليزية)
- كيتي ساغال على موقع قاعدة بيانات الفيلم (الإنجليزية)
- Katey Sagal cast bio on The WB